# Pelayos de la Presa
Pelayos de la Presa è un comune spagnolo di 1 581 abitanti situato nella comunità autonoma di Madrid.